# Pierre Herbart
Pour les articles homonymes, voir Herbart.
Pierre Herbart, né le 23 mai 1903 à Dunkerque et décédé à Grasse le 2 août 1974, est un romancier, essayiste et résistant français.

## Biographie
En 1903, Pierre Herbart naît dans une famille de la bourgeoisie dunkerquoise sur le point d’être déclassée : alors que son grand-père Léon Herbart est directeur des chantiers navals, de la chambre de commerce, des chemins de fer du Nord et armateur, son père décide, après avoir passé des mois à dépenser la fortune familiale en fêtes généreuses, de « se faire clochard », plongeant ainsi la famille dans l’inconfort matériel. Pierre a alors cinq ans. Réapparaissant de temps à autre (avant d’être retrouvé mort dans un fossé) ce père improbable (il ne serait pas le père biologique de Pierre), marque profondément et durablement son fils par l'effarante liberté ainsi gagnée.
Le jeune Pierre Herbart grandit à Malo-les-Bains et fréquente le collège Jean-Bart où il est bon élève.
En 1920, à dix-sept ans, muni de recommandations fournies par son grand-père, Herbart décroche un emploi dans une compagnie d'électricité, Thomson Houston, à Paris. Il y reste deux ans avant d’être incorporé, matricule 1816, dans les troupes de Lyautey au Maroc en 1923, l’occasion pour lui de voyager en Afrique du Nord, au Sénégal puis au Mali et au Niger.
En 1924, Jean Cocteau, auquel il voue une grande admiration, lui est enfin présenté par Raoul Leven. Il en sera très proche jusqu’à sa rencontre avec André Gide, par hasard en mai 1929 : à Roquebrune où il est invité chez Jean Cocteau et Jean Desbordes dans une maison prêtée par Coco Chanel.
Le 15 septembre 1931, au Lavandou, Herbart épouse Élisabeth van Rysselberghe (dont Gide a eu une fille, Catherine, en 1923), la fille de ses amis, le peintre Théo van Rysselberghe et son épouse Maria (surnommée la Petite dame). Élisabeth est l'aînée de treize ans de Pierre Herbart. André Gide s'occupe de la publication de son premier roman, le Rôdeur (écrit à l’été 1929), chez Gallimard, tandis que le couple part s'installer à Cabris.
Andrée Viollis, reporter au Petit Parisien, lui propose de l'accompagner en Indochine, sur les traces du ministre des Colonies d’alors, Paul Reynaud. Le constat est accablant. Beaucoup s'y sont cassé les dents et, malgré les mises en garde d'André Gide, il commence en mars 1932, sur le bateau qui le ramène en France, l'écriture d’un récit dans la lignée des romans réalistes socialistes mettant explicitement en scène la nécessité et l'évidence du communisme, Contre-ordre.
Ses prises de position contre le colonialisme lui ayant attiré la sympathie des communistes français qu’il a depuis rejoints au sein du Parti Communiste français, ils lui confient, en 1933, un reportage sur l'Espagne. Le 14 février, il se rend à Madrid en compagnie de son épouse. À son retour, il termine l'écriture de Contre-ordre et signe un contrat avec Gallimard et remet son manuscrit le 14 décembre. Il part, depuis Londres, pour Léningrad, en URSS le 6 décembre 1935. Il prend la suite de Paul Nizan à la direction de Littérature Internationale. Il y subit, non sans patience, la bêtise d’une censure ubuesque qu'il évoquera des années plus tard dans La Ligne de force.
Rentré à Paris le 30 mai 1936, il repart pour l'URSS, le 16 juin, accompagnant André Gide, Eugène Dabit, Louis Guilloux, Jef Last et Jacques Schiffrin. Après Moscou où Gide assiste aux funérailles de Maxime Gorki (une photographie célèbre le montre non loin de Staline en train de lire une déclaration), s’ensuit un petit périple à travers le pays jusqu’en septembre. Rentrés à Paris, alors que la guerre d’Espagne vient d’éclater, Herbart part pour Barcelone avec les épreuves du pamphlet d’André Gide - Retour de l’U.R.S.S. - pour rencontrer André Malraux et questionner avec lui la pertinence d’une publication terrible pour l’URSS en ces temps de guerre. Louis Aragon ayant, semble-t-il, prévenu les autorités soviétiques de la sortie imminente du livre, Herbart est arrêté, menacé de mort et ne doit sa libération qu’à l’intervention d’André Malraux.
En 1937, il accompagne André Gide — nommé membre d’une commission coloniale — en Afrique. Il publie en 1939 un témoignage sur « la malveillance d’un homme et d’un système », le Chancre du Niger, dont André Gide rédige la préface.
Lorsque la Seconde Guerre mondiale éclate, Herbart est réformé ; il offre son aide à l'organisation d'un comité formé pour des travaux de défense passive (creusement de tranchées, d'abris, etc.). La guerre perdue, il s’engage dans la Résistance. Ainsi, il participe en 1943, sous le nom de général Le Vigan, à la mise en place d’un réseau, dans le Sud-Ouest de la France, qui aide les jeunes hommes à fuir le S.T.O. (Service du Travail Obligatoire) et, membre du réseau de Résistance Défense de la France, il participe à la création du journal homonyme Défense de la France, qui deviendra France-Soir. Enfin, à la suite de l'arrestation et de l'exécution du responsable pour le mouvement en Bretagne, Maurice Prestant, on le charge en 1944 de la direction régionale. S'étant fait nommer vice-président du comité de libération de la ville, il organise la libération de Rennes (il obtiendra des Américains la cessation de bombardements inutiles sur la ville), arrête le préfet en place. Le Commissaire Régional de la République, Victor Pierre Le Gorgeu, restaure la République  et ses instances  avec pour priorité à court terme de prévenir les exactions et les règlements de comptes,. Les CRR étaient rattachés directement au général de Gaulle et disposaient des pleins pouvoirs.
À la Libération, Albert Camus l’invite à participer à Combat. Il parachève parallèlement l’écriture d’Alcyon (1945), aide Camus à écrire un premier scénario de La Peste. Il participe à la création d’un hebdomadaire, avec Claude Bourdet et Jacques Baumel de la revue Terre des Hommes à laquelle participent Gide, Henri Calet, Raymond Aron, Prévert, Nadeau, Mahias, Jean-Pierre Giraudoux, Henri Michaux), mais qui s’arrête au bout de vingt-trois numéros. Il collabore également à l’écriture de différents scénarios (Isabelle d’André Gide, Les Thibault de Roger Martin du Gard).
Du 13 décembre 1946 au 26 avril 1947, il est envoyé en Algérie pour un reportage sur l'Afrique du Nord Maghreb dont le premier compte-rendu fait la « une » de France-Soir en 1947 sous le titre S.O.S. Afrique du Nord, porteur d'une prémonition (alors que seule l'Algérie ne connaît pas encore de troubles) comme le second article, mais, le troisième volet ne sera pas publié.
Le 19 novembre 1949, le frère d’Herbart meurt du tétanos, suivi en 1951 par André Gide. Il perd ainsi, en deux ans, deux proches mais aussi – et ce n’est pas négligeable – deux soutiens financiers. Pour Gallimard, il écrit un petit portrait vitriolé d’André Gide, À la recherche d’André Gide, publié en 1952, et qui lui attirera les foudres des admirateurs et de certains proches d’André Gide auquel il était « apparenté » par son union avec Élisabeth van Rysselberghe. Il s’installe chez Roger Martin du Gard au Tertre et écrit L’Âge d’or, roman dans lequel il évoque les amours (majoritairement homosexuelles) de sa jeunesse : ni confession, ni manifeste, ce roman autobiographique est l’évocation très pure, innocente, teintée d’utopie, du partage de l’amour et du désir (Camus écrit dans sa préface : « L’Âge d’or est un livre pur qu’on ne voudrait mettre qu’entre des mains nettes »).
En 1953, sa mère meurt d’un cancer. Il fait plusieurs voyages avec son épouse et écrit un livre sur son parcours politique, La Ligne de force (qui sortira en 1958). La même année, meurt Roger Martin du Gard. Gallimard le charge de mettre en ordre les papiers du défunt en vue d'une publication, sans que cela n'aboutisse. Il est encore soutenu financièrement par Christiane Martin du Gard, qui le loge dans un appartement de la rue du Dragon quand il doit quitter l’ancien appartement d’André Gide, rue Vaneau, lorsqu’il se sépare de sa femme en 1959 (ils divorcent en 1968).

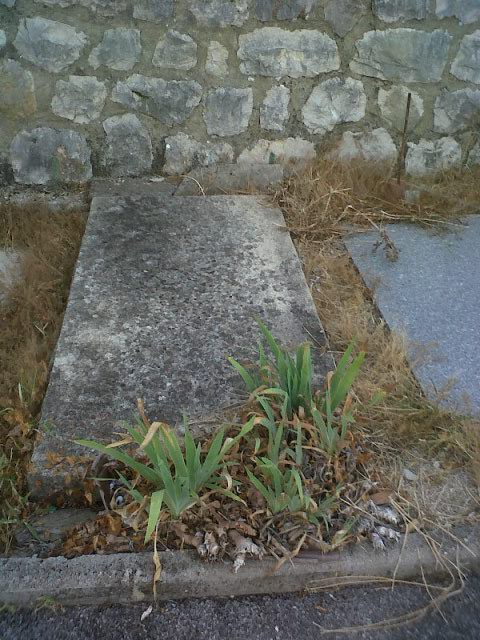
Tombe de l'écrivain Pierre Herbart à Cabris, alias général Le Vigan, vice-président du comité de libération de Rennes.

Achevant de tirer un scénario d’Alcyon, il entreprend ensuite la rédaction d’un nouveau roman, La Licorne, qui paraît en 1964. Il collabore épisodiquement à différentes revues littéraires et publie, en 1968, Souvenirs imaginaires, puis un recueil de nouvelles, Histoires confidentielles, en 1970.
Affaibli, dans une situation financière plus que précaire, il est victime d’une attaque d’hémiplégie et meurt à Grasse en août 1974. D’abord inhumé dans la fosse commune, il est finalement enterré à Cabris.

## Anecdotes
- Jean Cocteau garda toujours rancune à André Gide – qui n’appréciait que très modérément le poète – de lui avoir « ravi » Pierre Herbart.
- Lorsque André Gide le rencontra, tombé sous le charme, il prétendit avec malice avoir trouvé son Lafcadio, personnage clé des Caves du Vatican qu’il avait publié en 1914.
- André Gide avait émis le souhait de voir adapter au cinéma sa sotie, Les Caves du Vatican, pour confier le rôle de Lafcadio à Pierre Herbart. Le livre fit l'objet d'une adaptation théâtrale au temps de l'engagement communiste d'André Gide, mais le projet cinématographique (qui faillit d'ailleurs voir le jour en URSS) n'aboutit pas.
- Lors de son séjour en URSS, il fut hébergé quelques jours chez l'auteur russe Alexeï Tolstoï, alors absent.
- Pierre Herbart travailla un temps à l'adaptation cinématographique d'Alcyon, Michel Simon ayant été pressenti pour un rôle - mais le projet n'aboutit pas. Ce roman fut finalement adapté par Pierre Dumayet, des années après la mort de l'auteur, pour la télévision française et fut diffusé en 1990 (réalisation : Fabrice Cazeneuve).

## Hommage

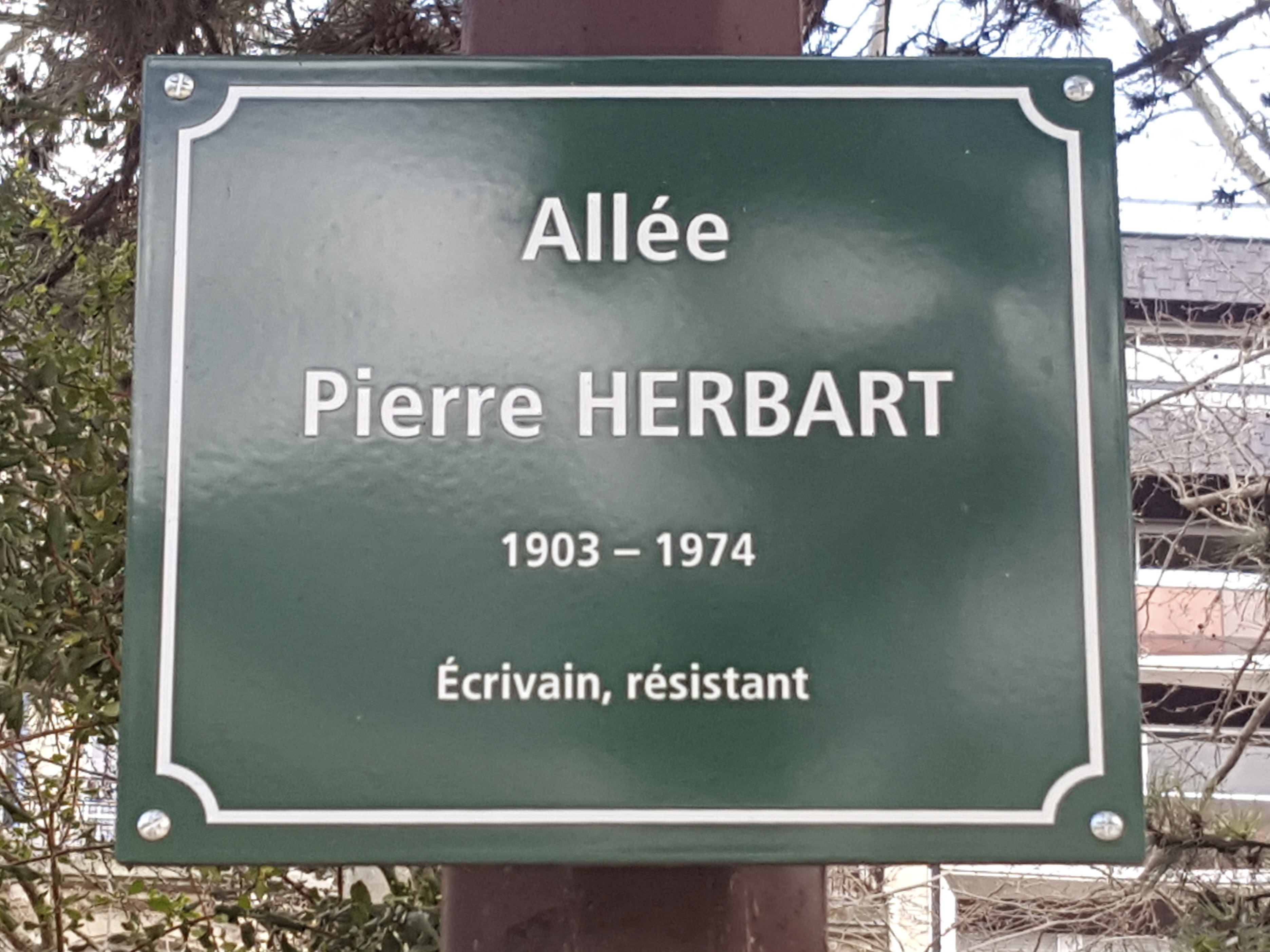
Plaque de l'allée Pierre-Herbart (Paris).

- Allée Pierre-Herbart dans le 7e arrondissement de Paris, arrondissement dans lequel résidait l'écrivain[10]. Cette allée est l'artère centrale du square Boucicaut, près du Bon Marché, à proximité de son domicile parisien[11],[12].

## Œuvre

### Romans
- Le Rôdeur, Paris, Gallimard, 1931
- Contre-ordre, Paris, Gallimard, 1935
- Alcyon, Paris, Gallimard, 1945
- L’Âge d’or, Paris, Gallimard, 1953
- La Licorne, Paris, Gallimard, 1964

### Recueils de nouvelles
- Souvenirs imaginaires, Paris, Gallimard, 1968
- Histoires confidentielles, Paris, Grasset, 1970, rééd. 2014

### Essais
- Le Chancre du Niger, Paris, Gallimard, 1939
- À la recherche d’André Gide, Paris, Gallimard, 1952
- La vie d’André Gide, Paris, Gallimard, collection « Les albums photographiques », 1955 (avant-propos et commentaires)
- Textes retrouvés, Paris, Le Promeneur, 1999 (publié sous le titre Inédits aux éditions du Tout sur le tout, 1981)
- On demande des déclassés, Paris, Le Promeneur, 2000

### Mémoires
- En U.R.S.S., 1936, Paris, Gallimard, 1937
- La Ligne de force, Paris, Gallimard, 1958

### Journalisme
- Collaboration à Marianne
- Collaboration à Vendredi
- Collaboration à Terre des Hommes
- Collaboration à Combat entre 1947-1948